# هيرب ريتش
هيرب ريتش (بالإنجليزية: Herb Rich) هو لاعب كرة قدم أمريكية أمريكي، ولد في 7 أكتوبر 1928 في نيوآرك في الولايات المتحدة، وتوفي في 28 مارس 2008 في ناشفيل في الولايات المتحدة.

## وصلات خارجية
- هيرب ريتش على موقع مرجع كرة القدم المحترفة.كوم (الإنجليزية)
- هيرب ريتش على موقع قاعة تينيسي للمشاهير الرياضية (الإنجليزية)